# Robert Goffaux
Robert Goffaux est un architecte fonctionnaliste belge né en 1917 à Schaerbeek et décédé en 2011 à Anthée. 
Il fut principalement actif dans les années 1960.

## Réalisations
- 1962-1963 Hôtel Westbury, rue Cardinal Mercier 6-8 à Bruxelles (Robert Goffaux et C.Heywang)[1]

devenu ultérieurement « tour de la Loterie Nationale »
tour rasée et reconstruite en style postmoderne en 2004-2006 par le Bureau d'architecture Henri Montois sous le nom de « Central Plaza » (architectes Konior et Mathieu; avec Art & Build)
- 1963-1964 Tour Madou, sur la « petite ceinture » à Bruxelles

tour transformée en style postmoderne en 2003-2004 par les bureaux ASSAR et Archi200 et rebaptisée « Madou Plaza »
- 1970 : tour AG, porte de Namur à Ixelles

tour transformée ultérieurement en style postmoderne par Artepolis et rebaptisée tour Bastion